# Stahlnetz: Strandkorb 421
Strandkorb 421 ist der 19. Kriminalfilm der Fernsehreihe Stahlnetz. Die deutsche Erstausstrahlung erfolgte am 24. November 1964 im Ersten Programm der ARD.

## Handlung
Der international gesuchte Hoteldieb Bertram Bischoff und seine Komplizin Isabell von Bonin verfahren nach immer demselben Muster: In Orten mit Spielcasinos sucht Isabell die Bekanntschaft von Männern, die am Spieltisch größere Summen gewonnen haben und lässt sich von ihnen zum Essen einladen. Währenddessen sucht Bischoff per Nachschlüssel die Hotelzimmer der Herren auf und stiehlt das Geld. Auf der Nordseeinsel Norderney kommt es zu einem ungeplanten Zwischenfall. Als eines der Opfer, Herbert Bahlsen, unerwartet vorzeitig ins Hotel zurückkehrt, überrascht er Bischoff in seinem Zimmer. Er bedroht den Eindringling mit einer Waffe, es kommt zu einem Handgemenge, ein Schuss löst sich und Bahlsen trifft tödlich getroffen zusammen. In Panik versucht Bischoff, auf der Stelle die Insel zu verlassen, doch das ist so spät am Abend nicht mehr möglich. Deshalb hebt er den Toten durch das Fenster des Hotelzimmers, bringt ihn zum Strand und setzt ihn in einen Strandkorb. Um keinen Verdacht zu erregen, wollen Bischoff und Isabell so lange im Hotel bleiben, wie die Zimmer gebucht sind.
Als die Leiche am nächsten Morgen gefunden wird, glaubt die Polizei zunächst an Selbstmord und  dass Tatort und Fundort identisch sind und sucht den Bereich um den Strandkorb herum nach einer Patronenhülse ab. Die Ermittler finden heraus, dass der Tote regelmäßig Gast im Spielcasino war und dort hohe Gewinne gemacht hat. Im Hotelzimmer wurde allerdings kein Geld gefunden. Die Kriminalbeamten Gruhl und Walter mieten sich im Hotel ein, um möglichst diskret Nachforschungen anstellen zu können. Ihnen fällt dabei ein Gast auf, der am Tag des Leichenfundes in Norderney eingetroffen ist und ausdrücklich das Zimmer von Bahlsen gefordert hat. Dieser Gast, ein Herr Streuner, kann durch einen Trick nicht nur in Erfahrung bringen, dass eine junge Dame Bahlsen öfter auf dem Zimmer besucht hat, sondern auch deren Namen: Isabell von Bonin. Streuner inszeniert eine Begegnung mit Isabell, die wiederum Bischoff davon unterrichtet. Bischoff hält ihn für ungefährlich, verspricht seiner verunsicherten Partnerin aber, ein Auge auf ihn zu haben und kann dem Rezeptionisten den Namen entlocken.
Allmählich kommen Kriminalrat Feilberg und seinem Kollegen Weber von der Kriminalpolizei in Aurich Zweifel an der Selbstmordtheorie, denn der Nachtportier erklärt, Bahlsen sei gegen Mitternacht ins Hotel gekommen, habe es aber nicht wieder verlassen. Auch die private und wirtschaftliche Situation Bahlsens deuten nicht auf Suizid hin. Die Polizei nimmt deshalb an, dass der Mord im Hotelzimmer geschehen ist und will es noch einmal gründlich untersuchen. Streuner bittet Isabell ein kleines Kästchen an sich zu nehmen, weil er nicht möchte, dass es bei der Durchsuchung des Zimmers gefunden wird. Isabell informiert Bischoff, der sich umgehend in den Besitz des Kästchens bringt, darin aber nur Quittungen für Anzugkäufe findet.  
Am Abend gehen Streuner und Isabell zusammen essen, während Bischoff Streuners Zimmer durchsucht. Durch ein Missgeschick des Obers wird Streuners Anzug bekleckert, er eilt ins Hotel zurück, um sich umzuziehen. Isabell versucht Bischoff telefonisch in seinem Zimmer zu erreichen, doch der ist bereits bei Streuner. Als dieser sein Zimmer betritt, kann Bischoff sich verstecken, doch Streuner scheint zu bemerken, dass er nicht alleine ist, unternimmt aber nichts und kehrt zu Isabell zurück. Wieder im Hotel, sucht er Bischoffs Zimmer auf. Von diesem mit einer Waffe bedroht, lüftet Streuner nun sein Inkognito: Er sei Kriminalbeamter und habe den Kontakt zu Isabell gesucht, um Bischoff auf ihn aufmerksam zu machen. Das Kästchen mit den Quittungen sollte Bischoff für ihn, Streuner, interessant machen. Auch habe er herausgefunden, wie Bischoff die Leiche Bahlsens aus dem Hotel geschafft habe. Bischoff bestätigt, was in der Nacht von Bahlsens Tod passiert ist und dass es ein Unglücksfall gewesen sei. In Isabells nebenan liegendem Zimmer, zu dem es eine Verbindungstür gibt, befinden sich inzwischen die Beamten Feilberg und Weber, die alles mit angehört haben. Den hinzukommenden Kollegen Gruhl und Walter erklären sie zu deren Überraschung, dass es sich bei dem vermeintlichen Herrn Streuner um Kriminaloberkommissar Berndorf vom BKA in Wiesbaden handelt. Feilberg und Weber hatten die ganze Zeit ohne Wissen ihrer Kollegen mit Berndorf zusammengearbeitet. Bischoff und Isabell werden festgenommen.

## Sonstiges
Der Titel wird in Vor- und Abspann genannt. Ungewohnt spät erklingt die Stahlnetz-Fanfare, der entsprechende Schriftzug wird erst nach über 25 Minuten eingeblendet. Die Außenaufnahmen entstanden auf Norderney, die Innenaufnahmen im Studio Hamburg. Für die Bauten war Albrecht Becker verantwortlich.
Bevor Jürgen Roland mit den Dreharbeiten für diese Folge begann, hatte er seinen Kriminalfilm Polizeirevier Davidswache fertiggestellt.
Die Folge ist in einer 2013 erschienenen DVD-Box mit sämtlichen Stahlnetz-Folgen enthalten.